# Tingstad göl
Tingstad göl är en sjö i Västerviks kommun i Småland och ingår i Storåns huvudavrinningsområde. Sjön är 12,3 meter djup, har en yta på 0,0952 kvadratkilometer och befinner sig 130,8 meter över havet.

## Delavrinningsområde
Tingstad göl ingår i det delavrinningsområde (643886-152515) som SMHI kallar för Utloppet av Antvarden. Medelhöjden är 116 meter över havet och ytan är 41,09 kvadratkilometer. Det finns inga avrinningsområden uppströms utan avrinningsområdet är högsta punkten. Melbyån som avvattnar avrinningsområdet har biflödesordning 2, vilket innebär att vattnet flödar genom totalt 2 vattendrag innan det når havet efter 25 kilometer. Avrinningsområdet består mestadels av skog (74 %). Avrinningsområdet har 3,32 kvadratkilometer vattenytor vilket ger det en sjöprocent på 8,1 %.